# Hopedale (condado de Worcester, Massachusetts)
Hopedale é um lugar designado pelo censo localizado no condado de Worcester no estado estadounidense de Massachusetts. No Censo de 2010 tinha uma população de 3.753 habitantes e uma densidade populacional de 835,66 pessoas por km².

## Geografia
Hopedale encontra-se localizado nas coordenadas 42° 07′ 37″ N, 71° 32′ 25″ O. Segundo a Departamento do Censo dos Estados Unidos, Hopedale tem uma superfície total de 4.49 km², da qual 4.48 km² correspondem a terra firme e (0.23%) 0.01 km² é água.

## Demografia
Segundo o censo de 2010, tinha 3.753 pessoas residindo em Hopedale. A densidade populacional era de 835,66 hab./km². Dos 3.753 habitantes, Hopedale estava composto pelo 95.42% brancos, o 0.64% eram afroamericanos, o 0.11% eram amerindios, o 1.09% eram asiáticos, o 0% eram insulares do Pacífico, o 1.04% eram de outras raças e o 1.71% pertenciam a duas ou mais raças. Do total da população o 2% eram hispanos ou latinos de qualquer raça.